# لاري بيسونت
لاري بيسونت (بالإنجليزية: Larry Bissonnette)‏ هو فنان أمريكي، ولد في 1957 في وينوسكي في الولايات المتحدة.